# Anaxagorea
Anaxagorea, biljni rod porodice Annonaceae smješten u vlastitu potporodicu Anaxagoreoideae. Na popisu je 25 vrsta raširenih po tropskoj Americi i nekoliko vrsta u Šri Lanki i jugoistočnoj Aziji. 

## Vrste
1. Anaxagorea acuminata (Dunal) A.St.-Hil. ex A.DC.
2. Anaxagorea allenii R.E.Fr.
3. Anaxagorea angustifolia Timmerman
4. Anaxagorea borneensis (Becc.) J.Sinclair
5. Anaxagorea brachycarpa R.E.Fr.
6. Anaxagorea brevipedicellata Timmerman
7. Anaxagorea brevipes Benth.
8. Anaxagorea crassipetala Hemsl.
9. Anaxagorea dolichocarpa Sprague & Sandwith
10. Anaxagorea floribunda Timmerman
11. Anaxagorea gigantophylla R.E.Fr.
12. Anaxagorea guatemalensis Standl.
13. Anaxagorea inundata P.E.Berry & R.B.Mill.
14. Anaxagorea javanica Blume
15. Anaxagorea luzonensis A.Gray
16. Anaxagorea macrantha R.E.Fr.
17. Anaxagorea manausensis Timmerman
18. Anaxagorea pachypetala (Diels) R.E.Fr.
19. Anaxagorea panamensis Standl.
20. Anaxagorea petiolata R.E.Fr.
21. Anaxagorea phaeocarpa Mart.
22. Anaxagorea prinoides (Dunal) A.St.-Hil. ex A.DC.
23. Anaxagorea rheophytica Maas & Westra
24. Anaxagorea rufa Timmerman
25. Anaxagorea silvatica R.E.Fr.

## Sinonimi
- Rhopalocarpus Teijsm. & Binn. ex Miq.
- Eburopetalum Becc.